# Wydział Nauk Społecznych Uniwersytetu Zielonogórskiego
Wydział Nauk Społecznych Uniwersytetu Zielonogórskiego został utworzony 1 września 2001 wraz z powołaniem Uniwersytetu Zielonogórskiego. Do 31 stycznia 2008 pod nazwą Wydział Nauk Pedagogicznych i Społecznych. Do 30 września 2015 pod nazwą Wydział Pedagogiki, Socjologii i Nauk o Zdrowiu. Do 30 września 2020 pod nazwą Wydział Pedagogiki, Psychologii i Socjologii. W klasyfikacji Ministerstwa Nauki i Szkolnictwa Wyższego wydział posiada kategorię "B".
Wydział należy do najstarszych w zielonogórskim środowisku naukowym, a jego początki sięgają roku 1971, kiedy to utworzono Wyższą Szkołę Nauczycielską, która dwa lata później została przekształcona w Wyższą Szkołę Pedagogiczną. Obecnie Wydział Pedagogiki, Psychologii i Socjologii Uniwersytetu Zielonogórskiego ma w swej strukturze: Instytut Pedagogiki, Instytut Psychologii, Instytut Socjologii, Katedrę Pedagogiki Społecznej oraz Pracownię Kształcenia Językowego. 
Wydział zatrudnia 120 nauczycieli akademickich i 15 pracowników administracji. 
Na Wydziale studiuje ok. 1600 studentów, z czego ok. 1200 na studiach stacjonarnych. Pod względem liczby kształconych studentów wydział jest jednym z największych na Uniwersytecie Zielonogórskim. Do września 2017 roku na Wydziale dyplom zdobyło niespełna 36 tys. absolwentów.

## Władze
W kadencji 2020–2024:	
| Stanowisko                 | Imię i nazwisko         |
| -------------------------- | ----------------------- |
| Dziekan                    | dr hab. Jarosław Bąbka  |
| Prodziekan ds. studenckich | dr inż. Edyta Mianowska |

## Poczet dziekanów
Wydział Pedagogiczny WSN w Zielonej Górze
- 1971–1973: dr Henryk Pochanke

Wydział Pedagogiczny WSP im. T. Kotarbińskiego w Zielonej Górze
- 1973–1978: prof. dr hab. Maria Jakowicka
- 1978–1982: dr Józef Jerzak
- 1982–1984: dr Alojzy Matuszczyk
- 1984–1990: prof. dr hab. Maria Jakowicka
- 1990–1993: dr hab. Leon Walczak
- 1993–1995: prof. dr hab. Edward Hajduk

Wydział Nauk Pedagogicznych i Społecznych WSP im. T. Kotarbińskiego w Zielonej Górze
- 1995–1999: prof. dr hab. Edward Hajduk
- 1999–2001: dr hab. Ryszard Stankiewicz

Wydział Nauk Pedagogicznych i Społecznych UZ
- 2001–2005: dr hab. Wielisława Osmańska-Furmanek
- 2005–2008: prof. dr hab. Zbigniew Izdebski

Wydział Pedagogiki, Socjologii i Nauk o Zdrowiu UZ
- 2008–2012: prof. dr hab. Zbigniew Izdebski
- 2012–2014: dr hab. Ewa Narkiewicz-Niedbalec
- 2014–2015: dr hab. Marek Furmanek

Wydział Pedagogiki, Psychologii i Socjologii
- 2015–2019: dr hab. Marek Furmanek
- 2019–2020: dr Jarosław Wagner

Wydział Nauk Społecznych
- od 2020: dr hab. Jarosław Bąbka

## Kierunki kształcenia
Dostępne kierunki:
- Animacja kultury i twórczej aktywności w sieci (studia I i II stopnia)
- Pedagogika (studia I i II stopnia)
- Pedagogika przedszkolna i wczesnoszkolna (studia jednolite magisterskie)
- Pedagogika specjalna (studia jednolite magisterskie)
- Politologia (studia I i II stopnia)
- Praca socjalna (studia I i II stopnia)
- Projektowanie społeczne (studia II stopnia)
- Psychologia (studia jednolite magisterskie)
- Resocjalizacja z kryminologią (studia I stopnia)
- Socjologia (studia I i II stopnia)
- Kwalifikacje pedagogiczne (studia podyplomowe)
- Pedagogika specjalna - edukacja i terapia osób z zaburzeniami ze spektrum autyzmu (studia podyplomowe)
- Pedagogika specjalna - edukacja włączająca (studia podyplomowe)

## Struktura organizacyjna

### Instytut Nauk o Polityce i Administracji
Dyrektor: dr hab. Stefan Dudra
- Katedra Historii Najnowszej i Myśli Politycznej
- Katedra Stosunków Międzynarodowych
- Katedra Systemów Politycznych i Administracji
- Katedra Teorii Polityki i Administracji
- Pracownia Badań nad Mniejszościami Narodowymi i Etnicznymi
- Pracownia Studiów Niemcoznawczych
- Pracownia Polityki Energetycznej i Bezpieczeństwa

### Instytut Pedagogiki
Dyrektor: dr hab. Mirosław Kowalski
- Zakład Andragogiki i Metodologii Badań Społecznych
- Zakład Mediów i Technologii Informacyjnych
- Zakład Pedagogiki Opiekuńczej i Rodziny
- Zakład Pedagogiki Przedszkolnej i Wczesnoszkolnej
- Zakład Pedagogiki Specjalnej i Profilaktyki Społecznej
- Zakład Pedagogiki Społecznej
- Zakład Pedagogiki Szkolnej
- Zakład Podstaw Pedagogiki i Logopedii
- Zakład Resocjalizacji

### Instytut Psychologii
Dyrektor: dr hab. Iwona Grzegorzewska
- Pracownia Metodologii Badań Psychologicznych
- Zakład Psychologii Edukacyjnej i Wychowawczej
- Zakład Psychologii Klinicznej i Psychopatologii Rozwoju
- Zakład Psychologii Osobowości
- Zakład Psychologii Poznawczej
- Zakład Psychologii Pracy i Zarządzania
- Zakład Psychologii Rozwoju Człowieka
- Pracownia Psychologii Społecznej
- Pracownia Psychologii Rodziny

### Instytut Socjologii
Dyrektor: dr hab. Dorota Szaban
- Pracownia Badań nad Młodzieżą
- Pracownia Spójności Społecznej
- Pracownia Rewitalizacji Społecznej